# Quế Sơn (Quảng Nam)
Quế Sơn is een district in de Vietnamese provincies Quảng Nam. De hoofdplaats van Quế Sơn is thị trấn Đông Phú.

## Geschiedenis
Tot 2008 vormde Quế Sơn samen met Nông Sơn een district. In dat jaar werd Nông Sơn van Quế Sơn gesplitst.

## Geografie en topografie
Quế Sơn ligt in het oosten van de provincie Quảng Nam. In het noorden grenst Quế Sơn aan Duy Xuyên, in het oosten aan Thăng Bình, in het zuiden aan Hiệp Đức en in het westen aan Nông Sơn.
Het landschap van Quế Sơn wordt gevormd door een aantal kleine rivieren en beken. De grootste rivieren zijn de Ly Ly en de Bà Rén. In Quế Long bevindt zich het Giangmeer. Dit meer wordt gevoed door kleine beekjes. Via kleine beekjes stroomt het water dan vervolgens naar de Ly Ly.

### Administratieve eenheden
Quế Sơn bestaat uit een thị trấn en dertien xã's.
- Thị trấn Đông Phú
- Xã Hương An
- Xã Phú Thọ
- Xã Quế An
- Xã Quế Châu
- Xã Quế Cường
- Xã Quế Hiệp
- Xã Quế Long
- Xã Quế Minh
- Xã Quế Phong
- Xã Quế Phú
- Xã Quế Thuận
- Xã Quế Xuân 1
- Xã Quế Xuân 2

## Verkeer en vervoer
Een van de belangrijkste verkeersaders is de Quốc lộ 1A. Deze weg verbindt Lạng Sơn met Cà Mau. Deze weg is gebouwd in 1930 door de Franse kolonisator. De weg volgt voor een groot gedeelte de route van de AH1. Deze Aziatische weg is de langste Aziatische weg en gaat van Tokio in Japan via verschillende landen, waaronder de Volksrepubliek China en Vietnam, naar Turkije. De weg eindigt bij de grens met Bulgarije en gaat vervolgens verder als de Europese weg 80.
Ook de Spoorlijn Hanoi - Ho Chi Minhstad gaat door Quế Sơn. Deze gaat door de xã's Quế Xuân 2, Quế Phú, Quế Cường en Phú Thọ. Geen van de xã's heeft een spoorwegstation aan deze spoorlijn.